# Nyírbogdány
Nyírbogdány is een plaats (község) en gemeente in het Hongaarse comitaat Szabolcs-Szatmár-Bereg. Nyírbogdány telt 3060 inwoners (2001).